# Charles Rosen
Charles Welles Rosen (Nova York, 5 de maig de 1927 – 9 de desembre de 2012) va ser un pianista i escriptor de música americà. La seva carrera com a pianista va ser molt reconeguda i també els seus enregistraments. Com a escriptor sobre música també va ser molt reconegut sobretot per la seva obra The Classical Style.

## Biografia
Va néixer a Nova York. El seu pare, Irwin Rosen, treballava d'arquitecte; la seva mare, Anita Gerber, va ser una actriu semiprofessional i una pianista amateur.
Estudia piano des dels 4 anys i als 6 comença a estudiar a la Juilliard School fins als 11 anys. Després d'aquesta època té com a professors a Moriz Rosenthal i Hedwig Kanner, dona del primer, el qual va influir molt en la seva concepció de la música i ho veiem reflectit en els seus escrits. Durant molts anys va estar escoltant les interpretacions de Josef Hofmann, les quals, i ell mateix ho reconeix, també van ser de gran influència per ell. Aquesta formació pianística la va complementar, però, amb lliçons de teoria i de composició sota el coneixement de Karl Weigl.
La mala situació econòmica familiar va fer que es traslladessin a Washington. Això va fer que perillessin els seus estudis, però son pare va firmar un contracte dient que li pagaria els beneficis que obtingués el seu fill fins als 21 anys.
A disset anys es matricula a la Universitat de Princeton on estudia francès, matemàtiques i filosofia. Quan es va graduar l'any 1947 li van oferir una beca de 2.000 dòlars per a continuar a la universitat.
Rosen va tenir un lloc com a erudit musical amb molt poc esforç. Tot i que el New Grove fa referència al fet que va estudiar musicologia amb Oliver Strunk, formalment no ho aclareix mai. Els seus coneixements provenien d'un fons familiar molt cultural.
Ivan Hewett va dir que, més que la beca que li havien ofert el 1947 li havien de donar temps per a practicar i per a llegir la biblioteca de la universitat de Princeton.

### Començament de la carrera musical
L'any 1951 va ser un any molt complet per a Rosen. Va acabar el seu doctorat en Literatura francesa a Princeton, va fer el seu primer recital de piano i va fer les seves primeres gravacions amb música de Martinu i Haydn. La seva carrera com a pianista va fer un petit progrés al principi. Va viatjar a París per a estudiar la relació entre música i poesia durant el s. XVI a França. L'any 1953 va a l'Institut de Tecnologia de Massachusetts (MIT) com a professor de francès.
Al cap de dos anys li donen el càrrec de director artístic a Colúmbia i renuncia a la plaça de Massachusetts. Aquesta oferta el va fer créixer en la seva carrera com a pianista. Va fer nombrosos recitals i contractacions amb orquestra arreu del món. El musicòleg Standley Sadie el va descriure així:
Com a pianista, Rosen és intens, sever i intel·lectual. La seva interpretació de Brahms i Schumann està criticada per una manca de calor; tot i això va aconseguir elogis. La seva interpretació de les Variacions Goldberg és remarcable per la seva claredat, vitalitat i comprensió; també va gravar l'Art de la Fuga en interpretacions excepcionalment lúcides pel que fa a textura. Les seves interpretacions de Beethoven (es va especialitzar en les sonates, particularment la Hammerklavier) és destacada per la seva força en els ritmes i la seva infatigable força intel·lectual. Amb Debussy centra la seva atenció en els detalls estructurals i en la sensualitat de la bellesa. És un intèrpret distingit de Schoenberg i Webern.
Rosen va fer moltes gravacions, incloent-hi compositors del s.XX:
- Igor Stravinsky: Movements for Piano and Orchestra
- Elliott Carter: Double Concerto for Harpsichord and Piano with Two Chamber Orchestras
- Pierre Boulez: complete works for pianots inclouen

L'any 1955 va enregistrar les sis sonates d'Sacrlatti I la sonata K. 333 de Mozart en l'històric piano de Siena.

### Carrera com a professor i escriptor
La carrera de Rosen com a escriptor i professor va començar quan va passar dels 40 anys.
L'any 1970 va escriure la seva primera columna per la revista The New York Review of Books on feia una ferotge crítica de l'edició del Harvard Dictionary of Music. Va seguir escrivint per la revista durant tota la seva vida (la seva última carta va ser publicada pòstumament). Molts dels seus llibres són compilacions d'assaigs i revisions que va escriure per aquesta revista.
L'any 1971 va publicar el seu llibre més famós, The Classical Style. Va ser un gran èxit. Va guanyar el National Book Award i va començar, així una llarga llista de llibres.
En diferents moments de la seva vida Rosen va ser professor d'universitat. Després d'haver sigut professor de francès a MIT també va ser professor de música a mitja jornada o fen visites a llocs on ell havia anat a estudiar. A la Universitat Harvard va celebrar el Charles Eliot Norton Chair of Poetics els anys 1980/1981; les conferències públiques que va fer van servir per a posar les bases de The Romantic Generation. De 1985 a 1996 va estar a la universitat de Chicago fent classes un quadrimestre l'any. Va fer de professor a la Stony Brook University (1971), de la universitat d'Oxford (1988) i de la Royal Northem College of Music.
Fins i tot després de la seva part de vida com a professor, Rosen va continuar tocant el piano durant tota la seva vida.
Va donar la seva última conferència el 18 d'abril de 2012 en el cicle Music in 21st-Century Society, al Barry S. Brook Center for Music Research and Documentation of the CUNY Graduate Center.
Rosen va morir de càncer el 9 de desembre de 2012 amb 85 anys a Nova York a causa d'un càncer. La seva col·lecció de partitures i manuscrits va ser donada pòstumament al departament de música del Graduate Centre, City University of New York.

## Llibres i altres escrits
Rosen és l'autor de molts llibres sobre música, entre ells els següents:
- El seu llibre més famós és The Classical Style (1971), on analitza la naturalesa i l'evolució del classicisme musical on va desenvolupar Haydn, Mozart o Beethoven. Rosen el va revisar l'any 1997 i va afegir un segon capítol de Beethoven i un prefaci fent comentaris de la primera edició.
- Sonata Forms (1980) és una continuació de The Classical Style; Fa una anàlisi intensa de la primera forma musical utilitzada en l'era clàssica. Rosen va escriure el llibre quan el seu intent de contribució amb la New Grove en l'article de la forma sonata va ser rebutjat pels editors; Va ampliar l'article que havia escrit i el va posar dins del llibre.
- The romàntic Generation (1980) està centrat en la generació anterior als compositors romàntics, incloent-hi Chopin, Liszt, Schumann, Mendelssohn i Berlioz.
- Beethoven's Piano Sonatas: A Short Companion (2001) va donar una visió general al voltant d'aquestes famoses composicions així com consells per als intèrprets.
- Critical entertainments: Music Old and New (2001) és un recull d'assajos publicats originalment en revistes com The New York Review of Books. Cobrien una gran varietat de temes, incloent-hi Oliver Strunk, les composicions de diversos compositors, l'estat de la música contemporània i la New Musicology.
- Piano Notes: The World of the pianist (2002) és una explicació del món de l'intèrpret de piano adreçat a tots els públics. Explica tècnica de piano, l'instrument, la cultura de la interpretació de piano i el repertori per aquest instrument.

Rosen també va fer altres publicacions en el món de les llengües i les humanitats: Romanticism and Realism: The Mythology of Nineteenth-Century Art and Romantic Poets, Critics, and Other Madmen.

### Elements important dels escrits de Charles Rosen
En la introducció de Critical Entertainments, Rosen afirma que el seu principal objectiu en l'escriptura és la música: incrementar la participació dels oients en la música. Al·ludint unes notes de programa pobres va escriure:
“L'enregistrament que he fet de Chopin... hi ha algunes anotacions que citaven James Huneker sobre un dels nocturns escrits més tard que afirma que “es va marejar borratxo per l'olor de flors.” Aquesta no és la meva visió de l'obra. La visió sobre la música que prefereixo –i la interpretació del nocturn també- és fixar i intensificar l'atenció de l'oient. Quan escolto música prefereixo perdre-m’hi i no derrapar per fora com un intèrpret decoratiu i distant.”
En la persecució d'aquest objectiu Rosen també apel·la a temes tècnics de la descripció musical, incloent-hi les teories de l'harmonia i les formes musicals. En el blog New Yorker, Jeremy Denk descriu rapsòdicament aquest aspecte de l'obra de Rosen:
“El meu preferit, les parts canviants de The Classical Music són els passatges més detallistes de la música en termes estudiosos. Ell indaga en l'exposició del concert per a piano en Mib, K. 217 de Mozart, demostrant com aquesta nova idea satisfà les necessitats sorgides del passat, mentre que altres encara estan obertes: Un joc continuo de simetria i asimetria, expectació i satisfacció, amagada sota una superfície innocent... Charles Rosen hi insisteix en fer front a les notes, però ens demostra com darrere de les notes se senten les necessitats, els requeriments, lleis sobre com han de ser les coses –tot un sistema de judici, de gust, de sensibilitat... El llibre... ocasionalment sembla un llibre fascinant, un thriller: aquests tres genis –Haydn, Mozart i Beethoven- es basen en els descobriments de l'altre, com si fossin científics, creant invents sense precedents, invocant una era d'or contingut.”
Un altre objectiu de l'obra és fixar aquelles obres de compositors que tenen un context històric i cultural, descrivint les formes de composició que van servir com a fons musical per a compondre en els seus anys de formació i que després es pot veure la seva importància. Per tant, per exemple, Rosen, en gran manera, veu Beethoven en un context de període clàssic d'on ell sorgeix en lloc de veure’l anacrònicament com un predecessor del moviment Romàntic.
Rosen no tenia por de fer grans generalitzacions sobre la música que ell va estudiar. Per exemple: ell freqüentment senyalava aspectes de la música que afirma com a invariables o pràcticament invariables. Aquí hi ha alguns exemples.
La primera secció de l'“exposició de la sonata” sempre té una animada textura creixent. (Sonata Forms, p.238)
El principi de l'obra de Mozart està sempre basada fermament [ex., en la clau de la tònica], no importa com d'ambigu o pertorbador n'és d'expressiu el significat, mentre que la més senzilla mesura d'un quartet de Haydn és molt més inestable, canvia més ràpidament amb un moviment de dinàmica cap a la tònica. (The CLassical Style¸186) 
En aquest sentit Chopin és un dels compositors menys pianístics: un canvi d'harmonia [= passatge repetit després en una part en una tonalitat diferent] que fa que la figuració original, summament feixuga no et porti a canviar la figuració, i sempre es nega a adaptar el pensament musical a la comoditat de la mà. (The Romantic Generation, p.364)
Periòdicament Rosen agafava el seu llapis com una espasa i “enclavava” altres autors. Generalment expressava les seves crítiques amb una dosi d'enginy, barrejant crítica amb alguns elogis.
Rosen va ser oprimit, fins i tot molest, en les seves opinions, declarant del treball de Theodor Adorno, el teòric alemany: "La seva difícil prosa és un escull ... Però també és una atracció". També va ser un conversador compulsiu, amb interessos tan diversos com el menjar, el vi i la literatura, mentre les seves conferències exhumaven un aire d'autoritat sense esforç.

## Reconeixements
- The Classical Style: el premi U.S. National Book Award en la categoria d'Arts i Lletres.[12]
- The Romantic Generation: el premi Otto Kinkeldey de la Societat Americana de Musicologia (1996).
- Doctoral d'Honor de la universitat de Cambridge i de la Universitat de Durham.[3]
- Pels seus enregistraments de l'obra completa de Boulez: the Edison Prize (Holanda).[3]
- Pels seus enregistraments de les últimes sonates de Beethoven i de Diabelli Variations: nominació amb Premis Grammy.[3]
- Medalla Nacional d'Humanitats, concedida pel president Obama el 13 de febrer de 2012, en una cerimònia a la Sala Est de la Casa Blanca.
- Una òpera titulada The Classical Style va ser feta en el seu honor pel llibretista Jeremy Denk i el compositor Steven Stucky. Va ser premiada al Ojai Music Festival, el 13 de juny del 2014.[13]